# 三重労働局
三重労働局（みえろうどうきょく）は、三重県津市にある日本の都道府県労働局で、三重県を管轄している。

## 所在地
- 本局 三重県津市島崎町327番地2 津第二地方合同庁舎

## 組織
局長
- 総務部
  - 総務課、企画室、労働保険徴収室
- 労働基準部
  - 監督課、健康安全課、賃金室、労災補償課
- 職業安定部
  - 職業安定課、職業対策課、需給調整事業室、求職者支援室
- 雇用均等室

## 出先機関
- 労働基準監督署（6署）
  - 四日市労働基準監督署（四日市市）
  - 松阪労働基準監督署（松阪市）
  - 津労働基準監督署（津市）
  - 伊勢労働基準監督署（伊勢市）
  - 伊賀労働基準監督署（伊賀市）
  - 熊野労働基準監督署（熊野市）

- 公共職業安定所（ハローワーク、8所1出張所）
  - 桑名公共職業安定所（桑名市）
  - 四日市公共職業安定所（四日市市）
  - 鈴鹿公共職業安定所（鈴鹿市）
  - 津公共職業安定所（津市）
  - 松阪公共職業安定所（松阪市）
  - 伊勢公共職業安定所（伊勢市）
  - 伊賀公共職業安定所（伊賀市）
  - 尾鷲公共職業安定所（尾鷲市）
    - 熊野出張所（熊野市）

## 管轄
- 三重県全域